# Tim Veldt
Tim Veldt (Amstelveen, 14 de febrer de 1984) és un ciclista neerlandès, especialista en ciclisme en pista. Ha obtingut quatre medalles als Campionats del món en pista.
És fill del també ciclista Laurens Veldt.

## Palmarès
- 2005
  -  Campió dels Països Baixos en Keirin
  -  Campió dels Països Baixos en Quilòmetre
- 2006
  - Campió d'Europa en Òmnium sprint
  -  Campió d'Europa sub-23 en Quilòmetre Contrarellotge
  -  Campió dels Països Baixos en Quilòmetre
- 2007
  -  Campió dels Països Baixos en Quilòmetre
- 2010
  -  Campió dels Països Baixos en Quilòmetre
  -  Campió dels Països Baixos en Persecució
- 2011
  -  Campió dels Països Baixos en Scratch
- 2012
  -  Campió dels Països Baixos en Scratch
- 2014
  -  Campió dels Països Baixos en Òmnium

### Resultats a laCopa del Món
- 2004-2005
  - 1r a Los Angeles, en Velocitat per equips
- 2005-2006
  - 1r a la Classificació general, en Quilòmetre
  - 1r a Sydney, en Velocitat per equips
- 2007-2008
  - 1r a Pequín, en Velocitat per equips